# Palazzo Maccarani

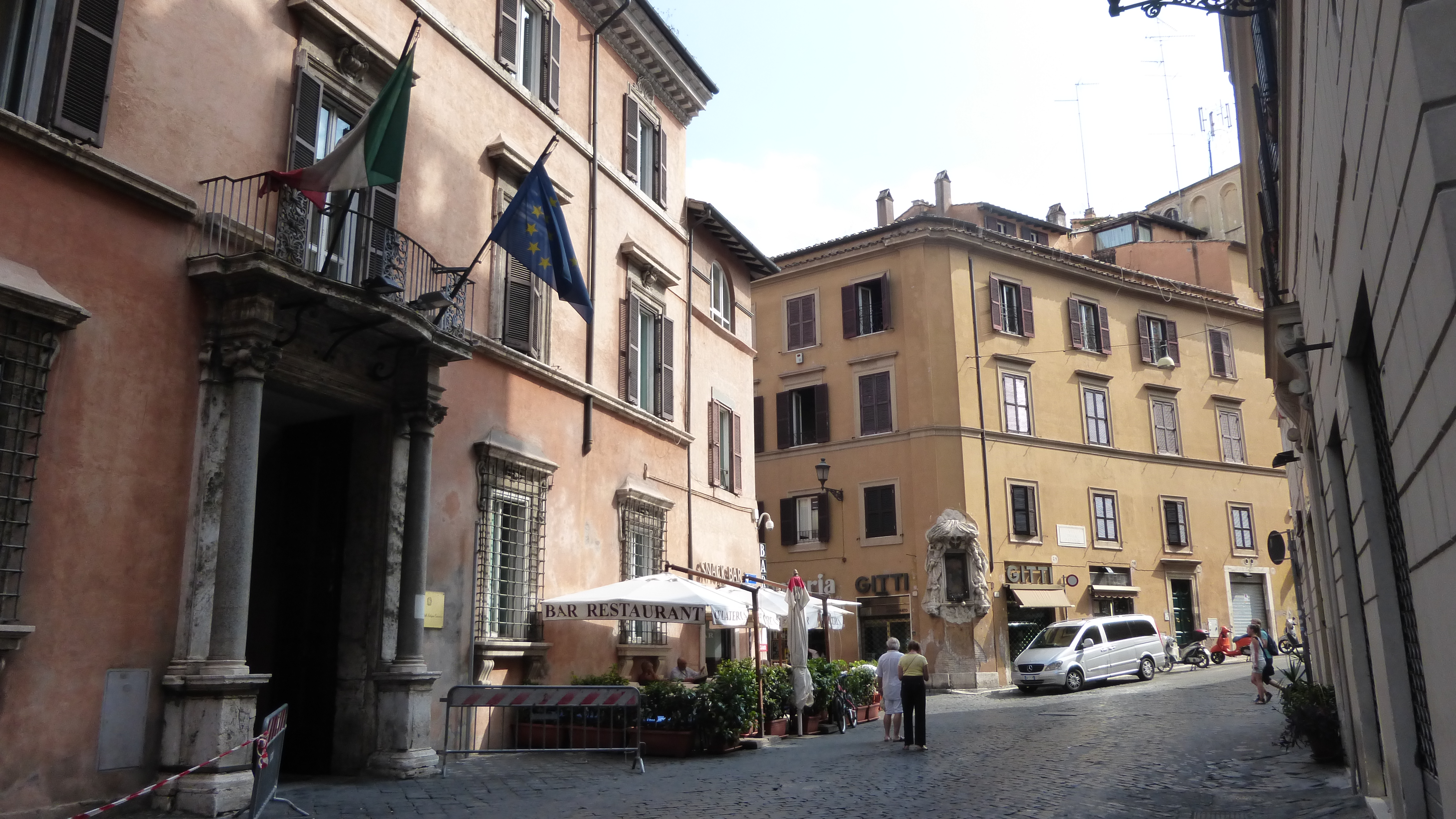
Vista do palácio no Largo Pietro di Brazzà à esquerda. À frente, o começo da Via della Dataria.

Palazzo Maccarani é um palácio do século XVII localizado bem na esquina da Via dell'Umiltà com o Largo Pietro di Brazzà, no rione Trevi de Roma. 

## História
A proeminente família Maccarani possuía dois palácios do século XVI na Via dell'Umilità além do Palazzo Maccarani Stati, em frente à igreja de Sant'Eustachio. Um deles, o Palazzo Alli Maccarani, fica mais adiante na Via dell'Umiltà. O outro, no número 86 do Largo Pietro di Brazzà, é ocupado atualmente pela Agenzia per la Coesione Territoriale, um orgão estatal italiano. 